# 利達城堡

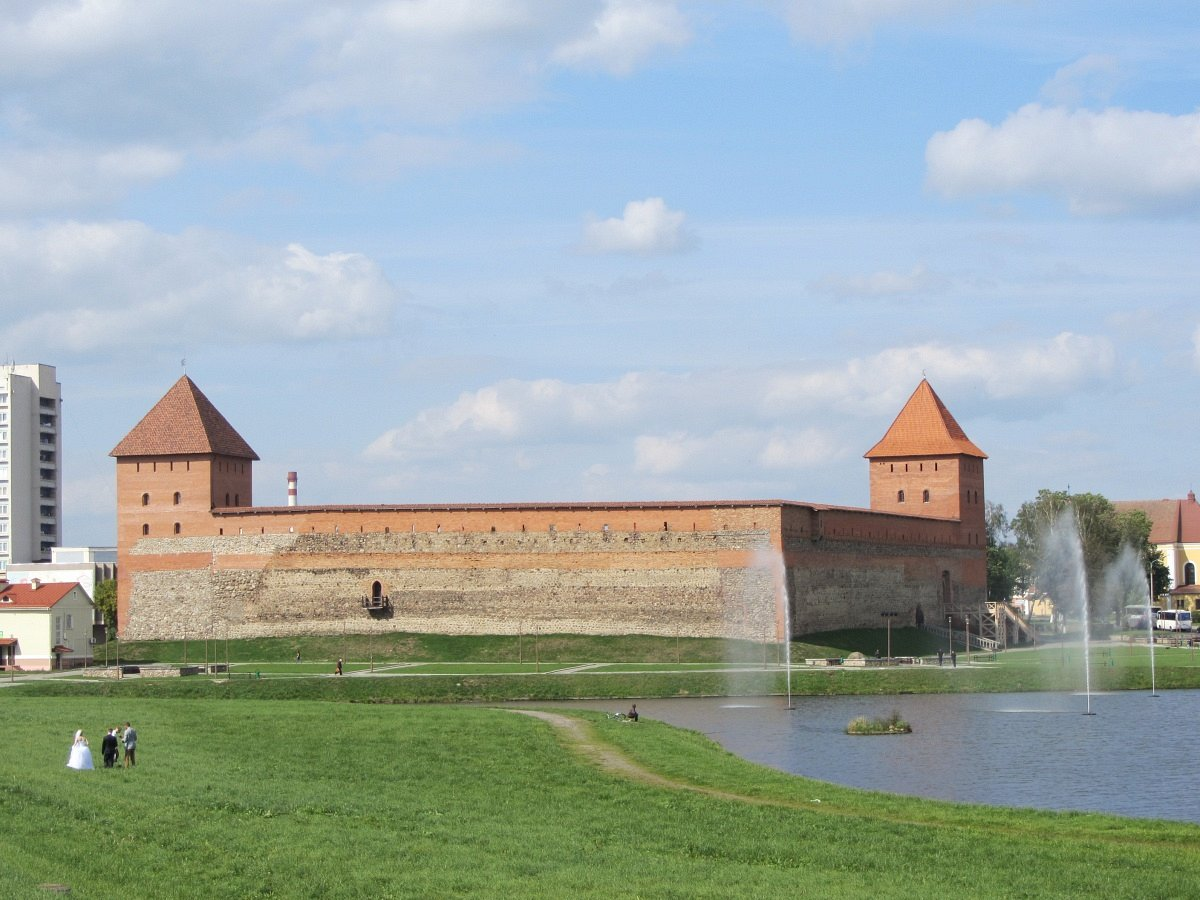
2010年修復之後的利達城堡

利達城堡是白俄羅斯的一座城堡建築，位於白俄羅斯西部城市利達。利達城堡地處海平面以上141（463英尺）處。2010年，利達城堡進行了大規模的修復工程。